# Natação no Campeonato Mundial de Esportes Aquáticos de 2017 - 50 m borboleta masculino
A prova dos 50 metros borboleta masculino da natação no Campeonato Mundial de Esportes Aquáticos de 2017 ocorreu nos dias 23 de julho e 24 de julho em Budapeste na Hungria.

## Recordes
Antes desta competição, os recordes mundiais e do campeonato nesta prova eram os seguintes:
| Tipo                  | Atleta        | Tempo | Local  | Data                |
| --------------------- | ------------- | ----- | ------ | ------------------- |
|                       | Rafael Muñoz  | 22,43 | Málaga | 5 de abril de 2009  |
| Recorde do campeonato | Milorad Čavić | 22,67 | Roma   | 27 de julho de 2009 |

## Medalhistas
| Ouro            | Prata                 | Bronze               |
| Ben Proud (GBR) | Nicholas Santos (BRA) | Andriy Hovorov (UKR) |

## Resultados

### Eliminatórias
Esses foram os resultados das eliminatórias. Foram realizadas no dia 23 de julho com início às 10:33. 
| Pos. | Bateria | Raia | Nadador                  | Nacionalidade                   | Tempo | Notas |
| ---- | ------- | ---- | ------------------------ | ------------------------------- | ----- | ----- |
| 1    | 8       | 4    | Andriy Hovorov           | Ucrânia                         | 22.92 | Q     |
| 2    | 8       | 5    | Caeleb Dressel           | Estados Unidos                  | 22.97 | Q     |
| 3    | 8       | 7    | Joseph Schooling         | Singapura                       | 23.05 | Q,    |
| 4    | 7       | 4    | Ben Proud                | Reino Unido                     | 23.11 | Q     |
| 5    | 9       | 4    | Nicholas Santos          | Brasil                          | 23.24 | Q     |
| 6    | 9       | 5    | Henrique Martins         | Brasil                          | 23.34 | Q     |
| 7    | 7       | 3    | Tim Phillips             | Estados Unidos                  | 23.38 | Q     |
| 8    | 9       | 3    | László Cseh              | Hungria                         | 23.41 | Q     |
| 9    | 9       | 6    | Konrad Czerniak          | Polónia                         | 23.42 | Q     |
| 10   | 7       | 2    | Evgeny Sedov             | Rússia                          | 23.49 | Q     |
| 11   | 7       | 6    | Piero Codia              | Itália                          | 23.50 | Q     |
| 12   | 8       | 8    | Sebastian Sabo           | Sérvia                          | 23.51 | Q     |
| 13   | 9       | 1    | Mathys Goosen            | Países Baixos                   | 23.52 | Q,    |
| 14   | 9       | 2    | Andriy Khloptsov         | Ucrânia                         | 23.54 | Q     |
| 15   | 8       | 6    | Yauhen Tsurkin           | Bielorrússia                    | 23.55 | Q     |
| 16   | 8       | 2    | Yahor Dodaleu            | Bielorrússia                    | 23.66 | Q     |
| 17   | 7       | 5    | Oleg Kostin              | Rússia                          | 23.68 |       |
| 18   | 5       | 4    | Luis Martínez            | Guatemala                       | 23.71 |       |
| 19   | 6       | 6    | Dylan Carter             | Trinidad e Tobago               | 23.73 |       |
| 20   | 7       | 1    | Kristian Golomeev        | Grécia                          | 23.85 |       |
| 21   | 8       | 3    | Li Zhuhao                | China                           | 23.86 |       |
| 22   | 7       | 7    | Shi Yang                 | China                           | 23.91 |       |
| 22   | 9       | 7    | Riku Poytäkivi           | Finlândia                       | 23.91 |       |
| 24   | 6       | 5    | Benjamin Hockin          | Paraguai                        | 23.93 |       |
| 25   | 9       | 0    | Daniel Zaitsev           | Estónia                         | 23.94 |       |
| 26   | 7       | 0    | Santiago Grassi          | Argentina                       | 23.99 |       |
| 27   | 7       | 9    | Marcus Schlesinger       | Israel                          | 24.00 |       |
| 28   | 7       | 8    | Damian Wierling          | Alemanha                        | 24.09 |       |
| 28   | 9       | 9    | Jan Šefl                 | Chéquia                         | 24.09 |       |
| 30   | 8       | 1    | Tadas Duškinas           | Lituânia                        | 24.10 |       |
| 31   | 8       | 0    | Adilbek Mussin           | Cazaquistão                     | 24.13 |       |
| 32   | 8       | 9    | Douglas Erasmus          | África do Sul                   | 24.17 |       |
| 33   | 9       | 8    | David Morgan             | Austrália                       | 24.19 |       |
| 34   | 6       | 3    | Artyom Kozlyuk           | Uzbequistão                     | 24.20 |       |
| 35   | 6       | 1    | Omar Eissa               | Egito                           | 24.43 |       |
| 36   | 6       | 4    | Yang Jung-doo            | Coreia do Sul                   | 24.45 |       |
| 37   | 5       | 5    | Josiah Binnema           | Canadá                          | 24.50 |       |
| 38   | 6       | 9    | Antani Ivanov            | Bulgária                        | 24.54 |       |
| 39   | 6       | 8    | Ralph Goveia             | Zâmbia                          | 24.56 |       |
| 40   | 5       | 2    | Adi Mešetović            | Bósnia e Herzegovina            | 24.58 |       |
| 41   | 6       | 7    | Justin Plaschka          | Jamaica                         | 24.63 |       |
| 41   | 6       | 0    | Nikolajs Maskaļenko      | Letônia                         | 24.63 |       |
| 43   | 6       | 2    | Glenn Victor Sutanto     | Indonésia                       | 24.65 |       |
| 44   | 5       | 8    | Kaan Ayar                | Turquia                         | 24.73 |       |
| 45   | 5       | 3    | Pavel Izbisciuc          | Moldávia                        | 24.80 |       |
| 46   | 4       | 4    | Mehdi Ansari             | Irão                            | 25.02 |       |
| 47   | 5       | 1    | Bryan Alvaréz            | Costa Rica                      | 25.06 |       |
| 48   | 2       | 6    | Issa Mohamed             | Quênia                          | 25.12 |       |
| 49   | 5       | 9    | Cherantha de Silva       | Sri Lanka                       | 25.15 |       |
| 50   | 5       | 6    | Anthony Barbar           | Líbano                          | 25.17 |       |
| 51   | 4       | 5    | N'Nhyn Fernander         | Bahamas                         | 25.20 |       |
| 52   | 5       | 7    | Oliver Elliot            | Chile                           | 25.23 |       |
| 53   | 4       | 3    | Boško Radulović          | Montenegro                      | 25.24 |       |
| 54   | 4       | 6    | José Alberto Quintanilla | Bolívia                         | 25.35 |       |
| 55   | 5       | 0    | Nazim Belkhodja          | Argélia                         | 25.43 |       |
| 56   | 1       | 7    | Thibaut Danho            | Costa do Marfim                 | 25.74 |       |
| 57   | 4       | 1    | Stefano Mitchell         | Antígua e Barbuda               | 25.98 |       |
| 58   | 4       | 7    | Narang Pornsiriporn      | Tailândia                       | 25.99 |       |
| 59   | 2       | 4    | Yellow Yeiyah            | Nigéria                         | 26.11 |       |
| 60   | 3       | 7    | Abdullah Al-Doori        | Iraque                          | 26.28 |       |
| 61   | 2       | 2    | Daniel Francisco         | Angola                          | 26.33 |       |
| 62   | 2       | 8    | Denilson da Costa        | Moçambique                      | 26.35 |       |
| 63   | 4       | 8    | Hilal Hemed Hilal        | Tanzânia                        | 26.40 |       |
| 64   | 4       | 0    | Vahan Mkhitaryan         | Armênia                         | 26.44 |       |
| 65   | 4       | 9    | George Jabbour           | Honduras                        | 26.69 |       |
| 66   | 3       | 8    | Myagmaryn Delgerkhüü     | Mongólia                        | 26.95 |       |
| 67   | 3       | 4    | Jayhan Odlum-Smith       | Santa Lúcia                     | 26.99 |       |
| 68   | 3       | 0    | Adam Moncherry           | Seicheles                       | 27.23 |       |
| 69   | 3       | 9    | Thol Thoeun              | Camboja                         | 27.45 |       |
| 70   | 3       | 5    | Lum Zhaveli              | Kosovo                          | 27.47 |       |
| 71   | 1       | 4    | Joseph Denobrega         | Guiana                          | 27.50 |       |
| 72   | 1       | 3    | Belly-Cresus Ganira      | Burundi                         | 27.52 |       |
| 73   | 3       | 6    | Kaleo Kihleng            | Estados Federados da Micronésia | 27.98 |       |
| 74   | 1       | 0    | Anubhav Subba            | Nepal                           | 28.26 |       |
| 75   | 3       | 1    | Ismah Serunjoji          | Uganda                          | 28.57 |       |
| 76   | 1       | 5    | Albachir Mouctar         | Níger                           | 29.63 |       |
| 77   | 2       | 5    | Slava Sihanouvong        | Laos                            | 29.81 |       |
| 78   | 1       | 6    | Papy Dossous             | Haiti                           | 30.08 |       |
| 79   | 2       | 1    | Athoumane Solihi         | Comores                         | 30.53 |       |
| 80   | 2       | 7    | Andrew Lapuka            | Tonga                           | 30.59 |       |
| 81   | 1       | 2    | Osman Kamara             | Serra Leoa                      | 33.70 |       |
| 82   | 1       | 1    | Momodou Saine            | Gâmbia                          | DNS   | DNS   |
| 82   | 1       | 8    | Abeiku Jackson           | Gana                            | DNS   | DNS   |
| 82   | 2       | 3    | Ruslan Nazarov           | Turquemenistão                  | DNS   | DNS   |
| 82   | 2       | 0    | Mohammad Rajabi          | Afeganistão                     | DNS   | DNS   |
| 82   | 2       | 9    | Alpha Diallo             | Guiné                           | DNS   | DNS   |
| 82   | 3       | 3    | Yaaqoub Al-Saadi         | Emirados Árabes Unidos          | DNS   | DNS   |
| 82   | 3       | 2    | Dillon Gooding           | São Vicente e Granadinas        | DSQ   | DSQ   |
| 82   | 4       | 2    | Oumar Toure              | Mali                            | DSQ   | DSQ   |

### Semifinal
Esses foram os resultados das semifinais. Foram realizadas no dia 23 de julho com início às 17h53. 
Semifinal 1
| Pos. | Raia | Nadador          | Nacionalidade  | Tempo | Notas |
| ---- | ---- | ---------------- | -------------- | ----- | ----- |
| 1    | 4    | Caeleb Dressel   | Estados Unidos | 22.76 | Q,    |
| 2    | 5    | Ben Proud        | Reino Unido    | 22.92 | Q     |
| 3    | 3    | Henrique Martins | Brasil         | 23.13 | Q     |
| 4    | 1    | Andriy Khloptsov | Ucrânia        | 23.31 | Q, WJ |
| 5    | 6    | László Cseh      | Hungria        | 23.51 |       |
| 6    | 7    | Sebastian Sabo   | Sérvia         | 23.54 |       |
| 7    | 8    | Yahor Dodaleu    | Bielorrússia   | 23.71 |       |
| 8    | 2    | Evgeny Sedov     | Rússia         | 23.72 |       |

Semifinal 2
| Pos. | Raia | Nadador          | Nacionalidade  | Tempo | Notas |
| ---- | ---- | ---------------- | -------------- | ----- | ----- |
| 1    | 4    | Andriy Hovorov   | Ucrânia        | 22.77 | Q     |
| 2    | 3    | Nicholas Santos  | Brasil         | 22.84 | Q     |
| 3    | 5    | Joseph Schooling | Singapura      | 22.93 | Q,    |
| 4    | 6    | Tim Phillips     | Estados Unidos | 23.25 | Q     |
| 5    | 2    | Konrad Czerniak  | Polónia        | 23.37 |       |
| 6    | 7    | Piero Codia      | Itália         | 23.41 |       |
| 7    | 1    | Mathys Goosen    | Países Baixos  | 23.52 | =     |
| 8    | 8    | Yauhen Tsurkin   | Bielorrússia   | 23.62 |       |

### Final
A final foi realizada em 24 de julho às 18h17. 
| Pos.              | Raia | Nadador          | Nacionalidade  | Tempo | Notas            |
| ----------------- | ---- | ---------------- | -------------- | ----- | ---------------- |
| Medalha de ouro   | 6    | Ben Proud        | Reino Unido    | 22.75 | Recorde nacional |
| Medalha de prata  | 3    | Nicholas Santos  | Brasil         | 22.79 |                  |
| Medalha de bronze | 5    | Andriy Hovorov   | Ucrânia        | 22.84 |                  |
| 4                 | 4    | Caeleb Dressel   | Estados Unidos | 22.89 |                  |
| 5                 | 2    | Joseph Schooling | Singapura      | 22.95 |                  |
| 6                 | 7    | Henrique Martins | Brasil         | 23.14 |                  |
| 7                 | 8    | Andriy Khloptsov | Ucrânia        | 23.31 |                  |
| 8                 | 1    | Tim Phillips     | Estados Unidos | 23.38 |                  |

Legenda
| Recorde mundial       | Recorde mundial (World record)               |                       | Recorde africano                      | Recorde africano (African) |                                           | Q | Classificado por posição (Qualified) |
| Recorde do campeonato | Recorde do campeonato (Championship record)  | Recorde da América    | Recorde da América (Americas)         | q                          | Classificado por melhor tempo (Qualified) |   |                                      |
| Melhor marca do ano   | Melhor marca do ano (World leading)          | Recorde asiático      | Recorde asiático (Asian)              | DNS                        | Não largou (Did not start)                |   |                                      |
| Recorde nacional      | Recorde nacional (National record)           | Recorde europeu       | Recorde europeu (European)            | DNF                        | Não terminou (Did not finish)             |   |                                      |
| Recorde pessoal       | Recorde pessoal do atleta (Personal best)    | Recorde da Oceania    | Recorde da Oceania (Oceania)          | DSQ / DQ                   | Desclassificado (Disqualified)            |   |                                      |
| Recorde da temporada  | Recorde da temporada do atleta (Season best) | Recorde sul-americano | Recorde sul-americano (South America) | NM                         | Sem marca (No mark)                       |   |                                      |